# 索河畔达马里
索河畔达马里（法語：Dammarie-sur-Saulx，法語發音：[damaʁi syʁ so]）是法国默兹省的一个市镇，属于巴勒迪克区。

## 地理
索河畔达马里（48°35'36"N, 5°14'21"E）面积11.34 平方千米，位于法国大東部大區默兹省，该省份为法国西北部内陆省份，北与比利时接壤，西接马恩省和阿登省，南至上马恩省和孚日省，东临默尔特-摩泽尔省。
与索河畔达马里接壤的市镇（或旧市镇、城区）包括：索河畔勒布雄、埃维利耶、佩尔图瓦地区瑞维尼、利尼昂巴鲁瓦、索河畔梅尼勒、莫莱、维莱勒塞克。

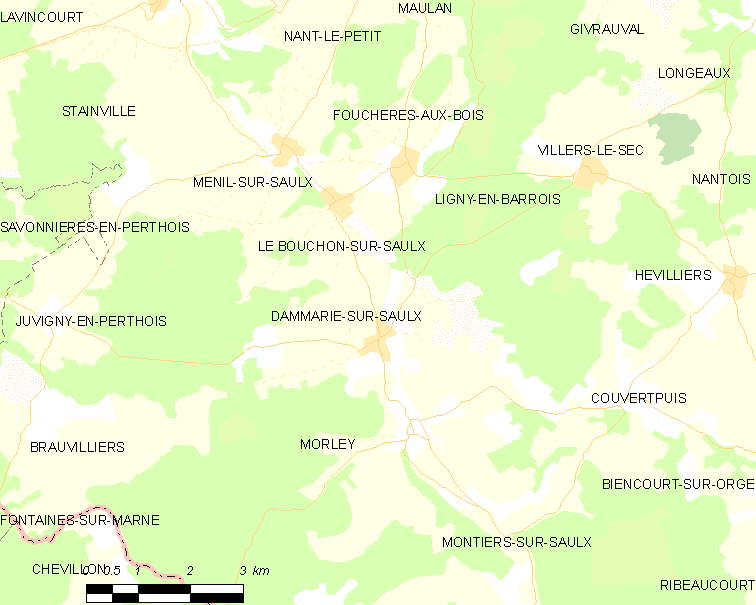
索河畔达马里的OSM定位图

索河畔达马里的时区为UTC+01:00、UTC+02:00（夏令时）。

## 行政
索河畔达马里的邮政编码为55500，INSEE市镇编码为55144。

## 政治
索河畔达马里所属的省级选区为利尼昂巴鲁瓦县。

## 人口

1962-2008年间索河畔达马里人口变化图示

索河畔达马里于2022年1月1日时的人口数量为369人。